# Bromus sewerzowii
Bromus sewerzowii là một loài thực vật có hoa trong họ Hòa thảo. Loài này được Regel mô tả khoa học đầu tiên năm 1880.